# 다를링 레지티뮈
다를링 레지티뮈(Darling Légitimus, 1907년 11월 21일 ~ 1999년 12월 7일)는 프랑스의 배우이다.

## 참여 작품

### 영화
- 공포의 보수
- 나폴레옹
- 파리에서의 마지막 탱고

### 텔레비전
- 톰 아저씨의 오두막